# Diamenty laboratoryjne

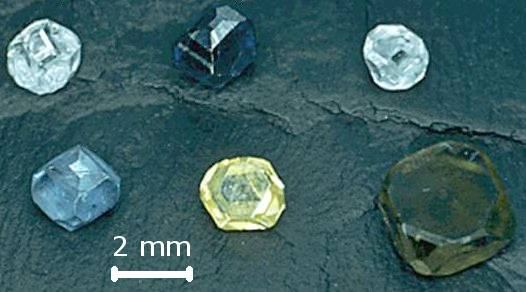
Diamenty wytworzone metodą HPHT

Diamenty laboratoryjne (diamenty syntetyczne) – rodzaj diamentów, które powstały w wyniku procesów technologicznych w warunkach laboratoryjnych. Pod względem chemicznym nie różnią się od diamentów kopalnianych.

## Charakterystyka
Diamenty stworzone przez człowieka w laboratorium nie różnią się od diamentów kopalnianych pod względem fizycznym, optycznym oraz składu chemicznego. Zgodnie ze zmianą ustanowioną 24 lipca 2018 r. przez amerykańską Federalną Komisję Handlu, aktualna definicja diamentu odnosi się do jego składu chemicznego, a nie do źródła pochodzenia. Tym samym oficjalnie uznaje się kamień jubilerski, powstały w laboratorium i posiadający parametry diamentu pozyskiwanego metodą tradycyjną, za diament.
Zasady w zakresie rekomendowanego nazewnictwa diamentów pochodzenia laboratoryjnego określone zostały w wytycznych dziewięciu światowych wiodących organizacji w branży diamentowej (Antwerp World Diamond Center, CIBJO – the World Jewellery Confederation, Diamond Producers Association, Gem Jewellery Export Promotion Council, International Diamond Importers, International Diamond Manufacturers Association, United States Jewelry Council, World Diamond Council i World Federation of Diamond Bourses).
Diamenty laboratoryjne podlegają takiej samej klasyfikacji jak diamenty wydobywane, tzn. według skali 4C (ang. carat, cut, clarity, colour) i mają taką samą twardość jak diament wydobywany – 10 w skali twardości Mohsa.

## Historia
Pierwsze diamenty syntetyczne uzyskano w 1953 roku w Sztokholmie w zakładzie ASEA (Allmänna Svenska Elektriska Aktiebolaget), następnie w roku 1955 w zakładzie firmy General Electric. Jednak odbiegały od kamieni szlachetnych na tyle, że nie nadawały się do produkcji biżuterii. Stosowane były jako materiały ścierne. Na przestrzeni następnych dekad metody udoskonalono i udało się uzyskać stabilną produkcję dużych diamentów o jakości jubilerskiej. Pierwszą siecią jubilerską w Polsce, która wprowadziła je do sprzedaży w kolekcji biżuterii, jest W. Kruk.

## Proces powstawania

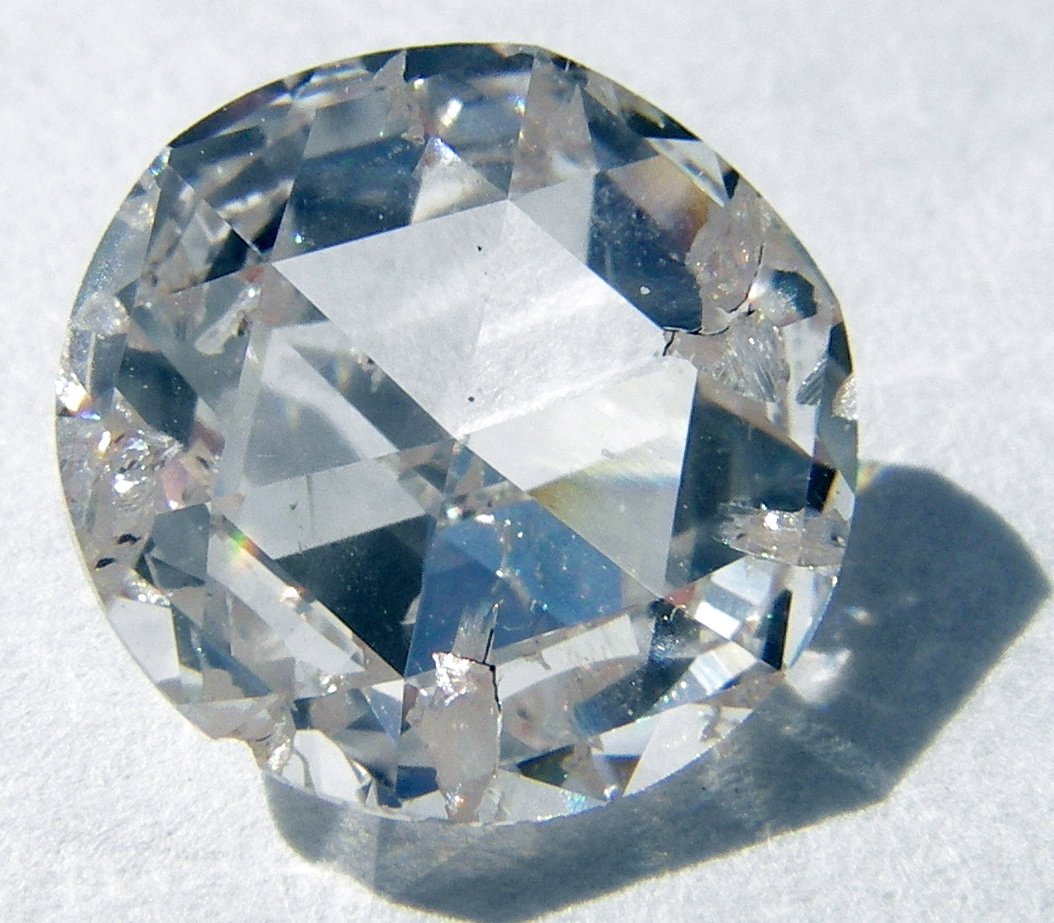
Oszlifowany syntetyczny diament uzyskany metodą CVD. Ze względu na małą grubość (2 mm) zastosowano szlif rozetowy, co pozwoliło na uzyskanie średnicy 8 mm

W procesie HPHT (ang. high pressure high temperature, wysokie ciśnienie, wysoka temperatura) odtwarzane są warunki podobne do panujących przy naturalnym powstawaniu diamentów 150–200 km pod powierzchnią Ziemi. Zarodek krystalizacji – niewielki kryształ diamentu – znajduje się w roztworze czystego węgla w roztopionym metalu (mieszanina żelaza i kobaltu z dodatkiem miedzi i niklu). Ciśnienie wynosi ok. 70 tys. atm, a temperatura >1700 °C. Roztwór przykryty jest źródłem węgla, a na styku tych faz temperatura jest o kilkadziesiąt stopni wyższa, niż w okolicy diamentów. Dzięki temu na górze reaktora zachodzi rozpuszczanie węgla, a na dole krystalizacja na zarodkach.
Z kolei w procesie chemicznego osadzania z fazy gazowej (CVD, z ang. chemical vapour deposition)) uzyskuje się krążki diamentowe. Mieszanina gazów zawierających związki węgla, np. metan przeprowadzana jest w stan plazmy, w której następuje ich dysocjacja termiczna, a wydzielający się węgiel atomowy osadzany jest na podstawie.

## Rynek diamentów laboratoryjnych
W 2018 r. wartość światowego sektora biżuterii z diamentami syntetycznymi wynosiła 2 mld dolarów. Analitycy przewidują, że ma przed sobą perspektywy prężnego rozwoju i w okolicach roku 2035 może osiągnąć 15 mld dolarów. Przewidywana skala wzrostu popytu na biżuterię z diamentami tworzonymi w laboratoriach wynosi od 5% do 20% w ciągu 10 lat.

## Diamenty laboratoryjne a produkty diamentopodobne
Diamenty tworzone przez człowieka są pełnoprawnymi diamentami w przeciwieństwie do produktów diamentopodobnych, takich jak cyrkonie sześciościenne, moissanity czy materiały powlekane diamentem. Refrakcja i twardość diamentów syntetycznych są takie same, jak w przypadku diamentów tradycyjnych.